# Bromizmus
A bromizmus az a szindróma, amely a bróm hosszú távú fogyasztásának eredménye, általában bróm alapú nyugtatók, például kálium-bromid és lítium-bromid révén. A bromizmus egykor nagyon gyakori rendellenesség volt, a pszichiátriai kórházi felvételek 5-10%-áért felelős, de ma már ritka, mivel a bromidot sok országban kivonták a klinikai felhasználásból, máshol pedig szigorúan korlátozták.

## Megjelenési formái

### Neurológiai és pszichiátriai
A neurológiai és pszichiátriai tünetek igen változatosak. A gyakori tünetek közé tartozik a nyugtalanság, ingerlékenység, ataxia, zavartság, hallucinációk, pszichózis, gyengeség, kábulat és súlyos esetekben kóma.

### Gasztrointesztinális
A gyomor-bélrendszeri hatások közé tartozik az émelygés és a hányás, mint akut mellékhatások. A krónikus expozíció étvágytalansághoz vagy székrekedéshez vezethet.

### Bőrgyógyászati
A bőrgyógyászati hatások közé tartoznak a cseresznye angiomák, akneform, valamint pustuláris és erythemás kiütések.

## Okai
A nagy mennyiségű bromid krónikusan károsítja a neuronok membránját, ami fokozatosan rontja az idegsejtek transzmisszióját, ami toxicitáshoz, azaz bromizmushoz vezet. A bromid eliminációs felezési ideje 9-12 nap, ami túlzott felhalmozódáshoz vezethet. Napi 0,5-1 gramm bromid adagok bromizmushoz vezethetnek. Történelmileg a bromid terápiás dózisa körülbelül 3-5 gramm bromid volt, ami megmagyarázza, miért volt egykor olyan gyakori a krónikus toxicitás (bromizmus). Míg a neurológiai, pszichiátriai, bőrgyógyászati és gasztrointesztinális funkciókban jelentős és néha súlyos zavarok lépnek fel, a bromismus miatt ritkán hal meg.
A bromizmust az agy neurotoxikus hatása okozza, amely aluszékonyságot, pszichózist, görcsrohamokat és delíriumot eredményez. A bromizmust a brómozott növényi olajat tartalmazó szóda túlzott fogyasztása is okozta, ami fejfájáshoz, fáradtsághoz, ataxiához, memóriavesztéshez és potenciálisan járásképtelenséghez vezet, ahogy azt egy esetben megfigyelték.

## Fordítás
- Ez a szócikk részben vagy egészben  a   Bromism című angol Wikipédia-szócikk fordításán alapul.  Az eredeti cikk szerkesztőit annak laptörténete sorolja fel. Ez a jelzés csupán a megfogalmazás eredetét és a szerzői jogokat jelzi, nem szolgál a cikkben szereplő információk forrásmegjelöléseként.